# Hasarius rufociliatus
Hasarius rufociliatus là một loài nhện trong họ Salticidae.
Loài này thuộc chi Hasarius. Hasarius rufociliatus được Eugène Simon miêu tả năm 1898.